# 28 رجب
- السبت
- الأحد
- الاثنين
- الثلاثاء
- الأربعاء
- الخميس
- الجمعة

- 2728 ديسمبر 2024
- 2829 ديسمبر 2024
- 2930 ديسمبر 2024
- 3031 ديسمبر 2024
- 11 يناير 2025
- 22 يناير 2025
- 33 يناير 2025
- 44 يناير 2025
- 55 يناير 2025
- 66 يناير 2025
- 77 يناير 2025
- 88 يناير 2025
- 99 يناير 2025
- 1010 يناير 2025
- 1111 يناير 2025
- 1212 يناير 2025
- 1313 يناير 2025
- 1414 يناير 2025
- 1515 يناير 2025
- 1616 يناير 2025
- 1717 يناير 2025
- 1818 يناير 2025
- 1919 يناير 2025
- 2020 يناير 2025
- 2121 يناير 2025
- 2222 يناير 2025
- 2323 يناير 2025
- 2424 يناير 2025
- 2525 يناير 2025
- 2626 يناير 2025
- 2727 يناير 2025
- 2828 يناير 2025
- 2929 يناير 2025
- 3030 يناير 2025
- 131 يناير 2025

28 رجب أو 28 رجب الفرد أو 28 رجب المُرجَّب أو يوم 28 \ 7 (اليوم الثامن والعشرون من الشهر السابع) هو اليوم الخامس بعد المائتين (205) من أيَّام السنة (أو السادس بعد المائتين لو كان شهر جمادى الآخرة مُتممًا لليوم الثلاثين أو السابع بعد المائتين لو أتم كلاً من صفر وربيع الآخر وجمادى الآخرة ثلاثين يوماً) وفق التقويم الهجري القمري (العربي). يبقى بعده 149 أو 150 يومًا لانتهاء السنة.

## أحداث
- 6هـ - وقوع معركة نينوى، وكانت نتيجتها انتصار الروم البيزنطيين بقيادة الإمبراطور هرقل على الفرس الساسانيين بقيادة القائد راهزاد.
- 1094هـ - الجيش العثماني بقيادة السلطان محمد الرابع يبدأ حصاره الثاني لفيينا عاصمة النمسا، بعد 154 سنة من حصارها الأول إبان سلطنة سليمان القانوني، واستمر الحصار الثاني 59 يومًا دون أن يقود إلى فتح فيينا.
- 1279هـ - إسماعيل باشا يتولى حكم مصر بعد وفاة عمه الوالي محمد سعيد باشا.
- 1330هـ - فرنسا تعلن أن المغرب محمية فرنسية.
- 1344هـ - الحكومة التركية بقيادة مصطفى كمال أتاتورك تقرر قراءة القرآن الكريم باللغة التركية بدلاً من العربية، وكان حجتها في ذلك أن الأتراك لا يستطيعون تلفظ وكتابة بعض الحروف العربية.
- 1371هـ - إيران تحتج لدى المملكة المتحدة على تدخلها في شئون البحرين، وذلك لأن إيران تعتبر البحرين أرض إيرانية.
- 1375هـ - البرلمان الفرنسي يمنح رئيس الوزراء «غي موليه» صلاحيات خاصة في الجزائر إبان الثورة الجزائرية.
- 1377هـ - مجلسا الأعيان والنواب العراقي يصادق على الاتفاقية التي وقعها الملك فيصل الثاني ومع ملك الأردن الحسين بن طلال لإنشاء اتحاد بين البلدين تحت اسم الاتحاد العربي الهاشمي.
- 1390هـ - محمد أنور السادات يتسلم رئاسة مصر بعد وفاة الرئيس جمال عبد الناصر وذلك كونه يتولى منصب نائب الرئيس.
- 1406هـ - منتخب الكويت لكرة القدم يفوز ببطولة كأس الخليج الثامنة المقامة في البحرين.
- 1408هـ - القوات العراقية تقصف مدينة حلبجة الكردية بالكيمياوي، وأدى ذلك إلى مقتل 5000 شخص من المدنیین بینهم نساء وأطفال وشیوخ.
- 1416هـ - قوات حلف شمال الأطلسي / الناتو تبدأ بالانتشار في البوسنة والهرسك وذلك لإحلال السلام بعد الحروب الدموية التي جربت بين العرقيات الصربية والكرواتية والمسلمة.
- 1419هـ - إتمام اتفاقية واي ريفر والتي نصت على انسحاب إسرائيلي من بعض مناطق الضفة الغربية، وعلى مكافحة الإرهاب، وتوطيد العلاقات الاقتصادية بين السلطة الفلسطينية وإسرائيل.
- 1436هـ - محكمة مصرية تصدر حكما بالإعدام على محمد مرسي الرئيس المصري المعزول و150 شخصاً من أفراد جماعة الإخوان المسلمين.

## مواليد
- 587هـ - أحمد بن أسفنديار البغدادي، متصوف شيعي وشاعر عربي عراقي.
- 1282هـ - حسين الطباطبائي القمي، فقيه إيراني.
- 1284هـ - طلعت حرب، اقتصادي مصري ومؤسس بنك مصر.
- 1354هـ - جاسر عموري، شاعر ومهندس فلسطيني - أردني.
- 1370هـ - علي السبع، ممثل سعودي.
- 1371هـ - فيصل الفايز، سياسي أردني.
- 1374هـ - فادي عبود، سياسي وصناعي لبناني.
- 1376هـ - إبراهيم الحربي، ممثل سعودي.
- 1381هـ -
  - ليلى علوي، ممثلة مصرية.
  - حسام عيد، ممثل سوري.
- 1385هـ - ألكسندر صديق، ممثل إنجليزي سوداني.
- 1390هـ - سعيد شيبة، لاعب كرة قدم مغربي.
- 1405هـ - أحمد الخميس، ممثل كويتي.

## وفيات
- 1058هـ - إبراهيم الأول، السلطان الثامن عشر في سلسلة سلاطين الدولة العثمانية.
- 1279هـ - محمد سعيد باشا، رابع حكام مصر من الأسرة العلوية.
- 1331هـ - ناصر بن أحمد البحراني، فقيه جعفري وشاعر بحريني.
- 1370هـ - محمد رضا آل ياسين، فقيه مسلم وشاعر عراقي.
- 1389هـ - علي أحمد باكثير، روائي وأديب يمني.
- 1390هـ - جمال عبد الناصر، رئيس مصر.
- 1393هـ - عبد الهادي الجواهري، كاتب وصحفي وشاعر عراقي.
- 1395هـ - محمد رفعت أحمد، مؤرخ مصري ووزير للمعارف وعضو مجمع اللغة العربية بالقاهرة.
- 1413هـ - عبد الرزاق حسين الخالدي، عالم مسلم وشاعر سوري.
- 1414هـ - سيد إبراهيم، خطاط وشاعر عربي.
- 1424هـ - إدوارد سعيد، كاتب وناقد وأكاديمي أمريكي من أصل فلسطيني.

## وصلات خارجية
- موقع قصة الإسلام: حدث في شهر رجب.